# Musikakademie Ljubljana

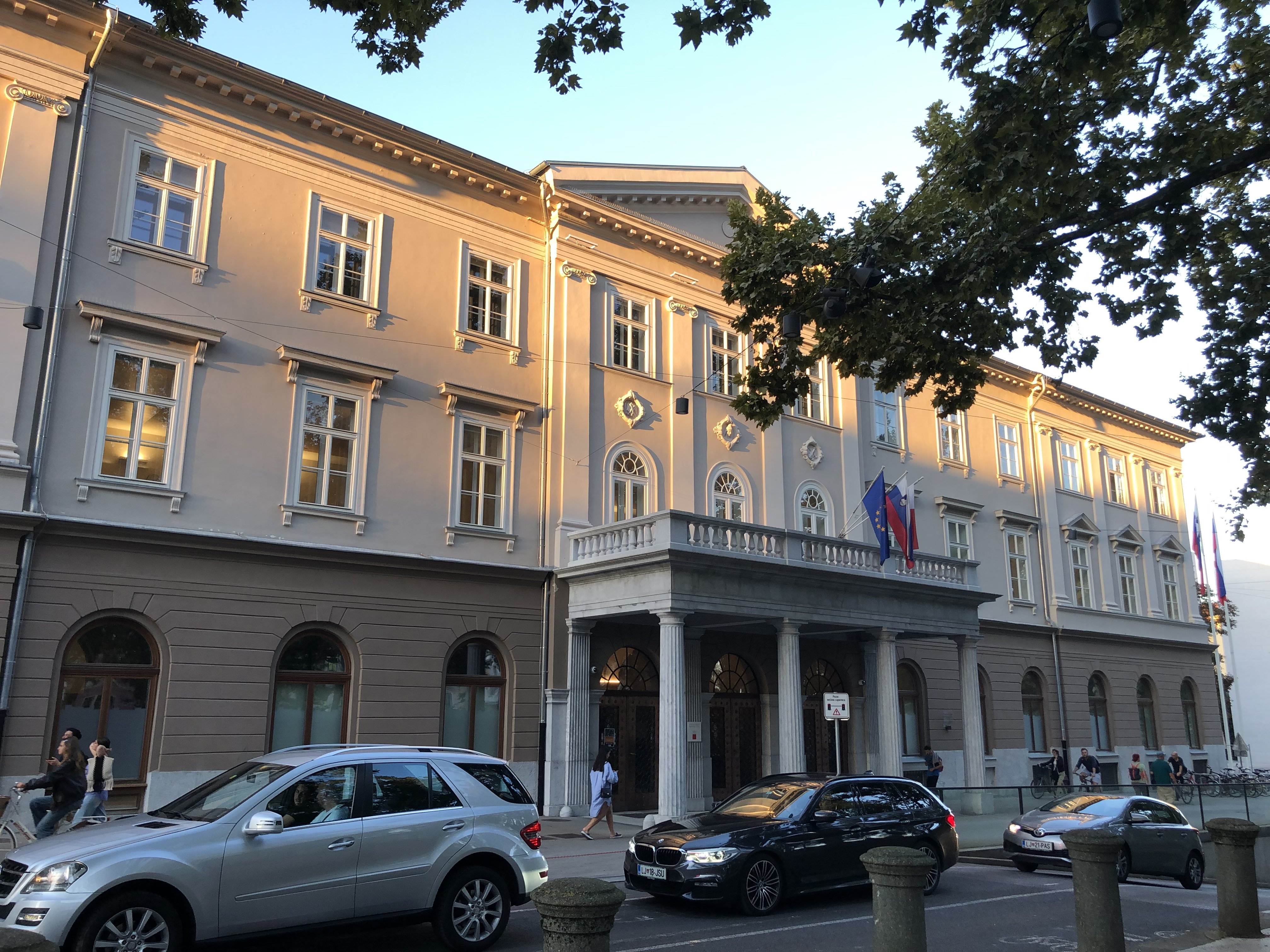
Gebäude der Musikakademie Ljubljana

Die Musikakademie Ljubljana (auch: Musikakademie Laibach; slowenisch: Akademija za glasbo v Ljubljani) ist zusammen mit der Kunstakademie Ljubljana und der Akademie für Theater, Radio, Film und Fernsehen eine von drei Kunsthochschulen in der slowenischen Hauptstadt Ljubljana und heute Teil der Universität Ljubljana. Sie hatte ihren Sitz im Sitticherhof in der Altstadt von Ljubljana und zog 2022 ins renovierte Kasinogebäude um.
Die Musikakademie Ljubljana ist die einzige Musikhochschule Sloweniens und Ausbildungsstätte für die Mehrzahl aller slowenischen Komponisten, Dirigenten und Musikpädagogen; es studieren aber auch viele ausländische Studenten an der Musikakademie.
Die Musikakademie Ljubljana wurde im Jahre 1939 gegründet und ging damals aus dem Musikkonservatorium Ljubljana der Glasbena matica hervor. Erster Rektor der Akademie war Julij Betetto.

## Liste der Dekane der Musikakademie Ljubljana
- Julij Betetto (1933–1940)
- Anton Trost (1940–1942)
- Leon Pfeifer
- Lucijan Marija Škerjanc (1946–1947)
- Franjo Schiffer
- Karlo Rupel (1949–1951 und 1962–1968)
- Janko Ravnik (1951–1955)
- Marijan Lipovšek (1968–1970)
- Mihael Gunzek (1976–1979)
- Dane Škerl (–1986)
- Marjan Gabrijelčič (1986–1994)
- Dejan Bravničar (1994–2002)
- Pavel Mihelčič (2002–2009)
- Andrej Grafenauer (2009–2017)
- Marko Vatovec (seit 2017)